# 方軛骨

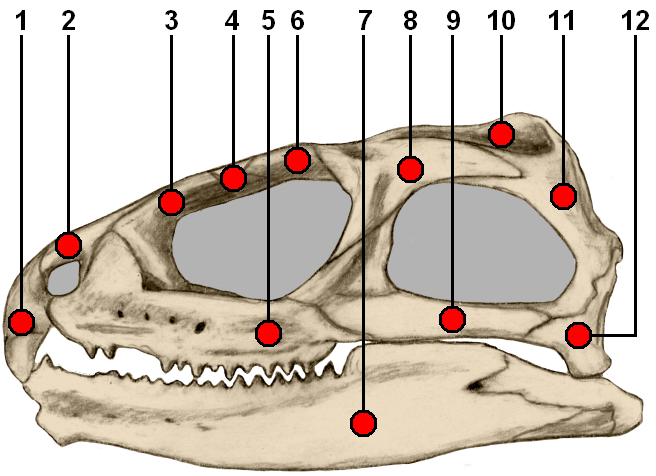
喙頭蜥的頭骨模型，方軛骨編號為12

方軛骨（英語：quadratojugal bone）是存在於許多脊椎動物，包括一些活的爬行動物和兩棲動物中的頭部骨骼。
在具有方軛骨的動物中，通常發現該結構從前部連接至頜骨，並從上方連接至鱗狀骨。 它通常位於顱骨的後下角 。許多現代四足動物缺少方軛骨，如蠑螈、哺乳動物、鳥類和有鱗目動物（蜥蜴和蛇）。在具有方軛骨骨骼的四足動物中，它經常形成頜骨關節的一部分 。
從發育上看，方軛骨是顳顬部位的皮膜骨，構成了原始的腦殻。鱗狀骨和方軛骨共同形成了臉頰區域，可以為面部肌肉提供依附。